# Минахасцы
Минаха́сцы (минахасы) — группа народов, населяющих северо-восточную оконечность острова Сулавеси (Индонезия). Включают народы: тонтембоан, тонсеа, тондано, томбулу, тонсаванг, пасан-ратахан, паносакан (беланг), бабонтеху и бантик.
Говорят на минахасских языках филиппинской зоны австронезийских языков; распространён также манадо-малайский креолизированный вариант малайского языка.
Религия — христианство (свыше 90 % населения), ислам; сохраняются пережитки анимистических верований. Основное занятие — земледелие (кукуруза, овощи, фрукты, рис, кокосовая пальма, пряности), развиты рыболовство и животноводство. У минахасцев существует соседская община с отчётливыми следами родовых отношений.